# کیسه بالا سرشانه‌ای

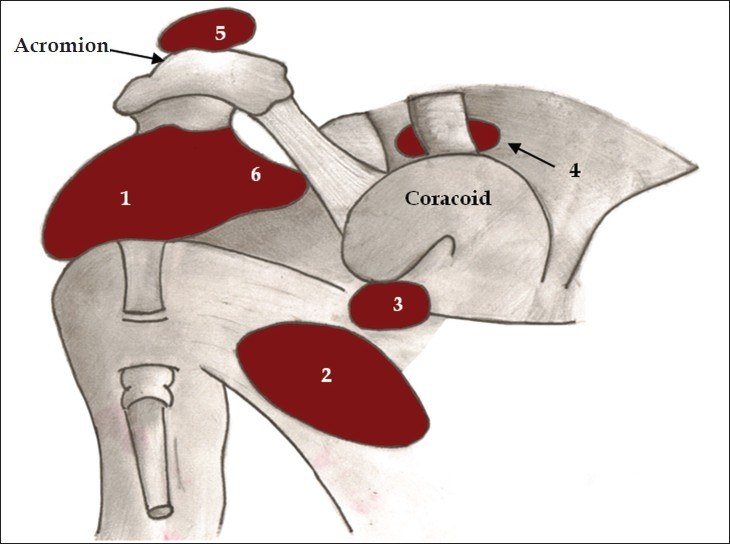
نمودار کیسه‌های پیرامون مفصل شانه:
۱-زیر سرشانه‌ای-زیر دلتایی
۲-زیر کتفی
۳-کیسه زیر غرابی
۴-کیسه غرابی‌ترقوه‌ای
۵-کیسه بالا سرشانه‌ای
۶-کیسه گسترده میانی زیر سرشانه‌ای-زیر دلتایی

کیسه بالا سرشانه‌ای (به انگلیسی: Supra-acromial Bursa) یک کیسه در بالای بخش جنبی زائده سرشانه‌ای است که به‌طور معمول با مفصل شانه ارتباط برقرار نمی‌کند. از این کیسه چندان بهره برده نمی‌شود و عمدتاً در گزارش‌های موردی از تشخیص احتمالی بدون ارتباط هیستوپاتولوژیک توصیف می‌شود.